# Ocellularia ecorticata
Ocellularia ecorticata är en lavart som beskrevs av Armin Mangold. 
Ocellularia ecorticata ingår i släktet Ocellularia och familjen Graphidaceae. Inga underarter finns listade i Catalogue of Life.